# Robert-Antoine-Marie Le Cousturier d'Armenonville
 (mai 2016).
Pour les articles homonymes, voir Armenonville.
Robert-Antoine-Marie, vicomte Le Cousturier d'Armenouville, né le 7 mars 1745 à Paris et mort le 9 juillet 1818 à Gisors (Eure), est un général français de la Révolution et de l’Empire.

## Biographie
Fils de Nicolas-Robert Lecousturier, sieur d'Armenouville, écuyer, contrôleur de la vénerie, des chasses et fauconnerie du roi, et de Marie-Geneviève Lecousturier, il entre le 10 mai 1757, au service de la compagnie des gardes du prince de Conti, généralissime des armées de Louis XV. Volontaire au régiment de Picardie en 1760, enseigne au même régiment le 7 mars 1761, il franchit successivement tous les grades jusqu'à celui de colonel le 29 juin 1792. Il est promu général de brigade le 8 mars 1793, prend part avec ce grade à la campagne de 1793 dans l'armée de Dumouriez. Non compris dans la réorganisation des états-majors du 15 mai 1793, et il est invité à quitter ses fonctions le 30 juillet. Il quitte son commandement le 3 août 1793, et il est admis à la retraite le 29 novembre 1794.
De 1808 à 1813, il est membre du conseil de recrutement du département de l'Eure pour les conscriptions. Il entre dans la vie politique sous l'Empire, devient conseiller général de l'Eure, puis est élu le 6 janvier 1813, par le Sénat conservateur, député de l'Eure au Corps législatif. Il adhère à la déchéance de Napoléon et est créé vicomte par le gouvernement de la Restauration le 3 février 1815.
Il meurt le 9 juillet 1818, à Gisors.

## Sources
- « Robert-Antoine-Marie Le Cousturier d'Armenonville », dans Adolphe Robert et Gaston Cougny, Dictionnaire des parlementaires français, Edgar Bourloton, 1889-1891 [détail de l’édition]
- Pierre Louis Pascal de Jullian, Galerie historique des contemporaines, Volume 1, 1822
- Georges Six, Dictionnaire biographique des généraux & amiraux français de la Révolution et de l'Empire (1792-1814), Paris : Librairie G. Saffroy, 1934, 2 vol., p. 87